# Биржан и Сара
«Биржан и Сара» — лирико-драматическая опера М. Тулебаева на казахском языке в четырёх действиях. Либретто Х. Джумалиева (в 1949, 1958 — 2-я и 3-я редакции). Премьера состоялась 7 октября 1946 года в Казахском театре оперы и балета имени Абая. Исполнители главных партий — А. Умбетбаев (Биржан) и К. Байсеитова (Сара). Режиссёр К. Джандарбеков, директор Г. Столяров, художник А. Ненашев.
В основе произведения — сюжеты из жизни поэта, певца-композитора XIX века Биржан-сала и поэта Сары Тастанбеккызы (см. айтыс Биржана и Сары). В опере тесно переплетаются лирические (любовь Биржана и Сары) и социальные (отношение между Биржаном и волостным Жанботой) сюжеты. Образ поэта раскрывается в его песнях («Айтбай», «Жанбота», «Біржан сал», «Адасқақ» и других). Широко использованы национальные музыкальные формы (в т. ч. кюй «Соқыр Есжан» одноимённого композитора), обрядовый фольклор: «Жар-жар», плач-прощание невесты, поминальная песня и айтыс.
В 1958 году опера была показана во время Декады искусства и литературы Казахстана в Москве. Известный музыковед В. Виноградов отметил романтизм произведения, близкий по духу к казахским народным эпосам. В 1949 году авторам и исполнителям оперы присуждена Сталинская премия.
Либретто было адаптировано на турецкий язык, и опера была показана в Самсуне в 2013 году, а также в Стамбуле, Бурсе, Эскишехире и Анкаре в 2014 году.

## Действующие лица
- Биржан, народный поэт и певец (тенор)
- Мать Биржана (меццо-сопрано)
- Отец Биржана (баритон)
- Естай, друг Биржана (тенор)
- Девушка Алтынай (сопрано)
- Сара, народная певица (сопрано)
- Жиенкул, бай (баритон)
- Жамбота, местный правитель (баритон)
- Серик, телохранитель Жамботы (тенор)

## Содержание

### Акт первый

#### Действие первое
Во время ярмарки в казахском селе популярные певцы Биржан и Сара поют лирическим дуэтом; жители собираются вокруг, чтобы их послушать. Девушка Алтынай, влюблённая в Биржана, спрашивает его друга Естая, разделяет ли он её чувства, и выясняет что Биржан влюблен в Сару. Местный правитель Жамбота, отец Алтынай, приходит на рынок со своим братом Жиенкулом и его свитой. Жиенкул хочет, чтобы Сара вышла за него замуж, став его четвёртой женой. Сара отказывается, а Биржан поёт песню, в которой высмеивает Жамботу и Жиенкула. Стражники пытаются схватить его, но за Биржана вступаются жители села, и Жамбота со своей свитой уходит. Люди радуются, что Сара и Биржан в безопасности.

#### Действие второе
Биржан, находясь на берегу озера, воспевает свою любовь к Саре и играет на домбре. Жители села, включая родителей Биржана, предостерегают его от конфликта с властями. Биржан не боится, он воспевает свободу людей, поёт песни известного поэта Абая. Алтынай приходит к Биржану, но Естай мешает ей встретиться с ним. Биржан и Сара клянутся друг другу в верности и вечной любви. Жамбота приходит и похищает Сару, чтобы привести её к Жиенкулу.

### Акт второй

#### Действие третье
Подготовка к свадьбе Сары и Жиенкула. Сара говорит, что она никогда не согласится стать его женой. Приходит Биржан. Жиенкул в гневе зовёт стражу. Биржан арестован.

#### Действие четвёртое
Серик засыпает, охраняя темницу Биржана. Приходит Сара, вынимает из его кармана ключи и заходит к Биржану. Это видит Алтынай и предупреждает Жиенкула. Он приказывает немедленно провести суд над Сарой, и её приговаривают к смерти. Но приговор не удаётся привести в исполнение, поскольку толпа вооружённых крестьян во главе с Естаем освобождает Биржана и Сару. Внезапно Алтынай подходит к Саре и закалывает её кинжалом. Сара умирает. Биржан в горе склоняется над своей возлюбленной.